# شاندار
شاندار (بالإنجليزية: Shaandar)‏ هو فيلم هندي رومانسي كوميدي، من إخراج فيكاس باهل. ومن بطولة شاهيد كابور وعاليا بهات، مع بانكاج كابور وسانجاي كابور في أدوار مساعدة. جريدة التايمز الهنديَّة وصفت الفيلم «فيلم الزفاف الهندي المقصود الأوَّل». بدأ تصوير الفيلم في أغسطس 2014 في ليدز، صدر الفيلم في 2015.

## طاقم التمثيل
- شاهيد كابور
- عاليا بهات
- بانكاج كابور
- سانجاي كابور
- ساناه كابور [9]

## وصلات خارجية
- شاندار على موقع IMDb (الإنجليزية)
- شاندار على موقع روتن توميتوز (الإنجليزية)
- شاندار على موقع نتفليكس (الإنجليزية)
- شاندار على موقع قاعدة بيانات الأفلام العربية
- شاندار على موقع ألو سيني (الفرنسية)
- شاندار على موقع أول موفي (الإنجليزية)
- شاندار على موقع بوكس أوفيس موجو (الإنجليزية)
- شاندار على موقع فيلمافينيتي (الإسبانية)
- شاندار على موقع قاعدة بيانات الفيلم (الإنجليزية)
- شاندار على موقع ليتربوكسد (الإنجليزية)